# AIRMET
AIRMET (englisch AIRman’s METeorological Information) ist ein Wetterberatungssystem für den Flugverkehr. Im Vergleich zu SIGMETs decken AIRMETs weniger gefährliche Wettererscheinungen ab und betreffen sichere Flugdurchführungen unter FL245. AIRMETs werden nur bei Bedarf herausgegeben.
Die Flugberatung erfolgt von der Flugwetterüberwachungsstelle und dürfen eine Gültigkeit von vier Stunden nicht überschreiten. AIRMETs sind in ATIS-Meldungen enthalten.
In Deutschland werden keine AIRMET erstellt. Alle relevanten
Wetterphänomene werden in der LLSWC (Low-Level Significant Weather Chart) vorhergesagt, die alle 4 Stunden erstellt, kontinuierlich überwacht und – wenn notwendig – amendiert wird.
Für folgende Wettererscheinungen werden AIRMETs erstellt:
- Moderate Turbulenzen,
- Moderate Gebirgswellen,
- Lokale Gewitterzellen,
- Vereisungsgefahr,
- Wind mit Geschwindigkeiten um 30 Knoten,
- weiträumig eingeschränkte Sichtbarkeiten.